# Platinmetalle/Tabellen und Grafiken

Länder mit Förderung von Platinmetallen (2008)

Hier werden Tabellen und Grafiken mit Angaben zum Thema Platinmetalle dargestellt.

## Überblick
Im Jahr 2023 betrug die weltweite Förderung von Platin 179 Tonnen (2022: 174 Tonnen). Die bedeutendsten Fördernationen waren Südafrika (125 Tonnen), Russland (21 Tonnen) und Simbabwe (19 Tonnen), deren Anteil an der Weltförderung über 90 Prozent betrug.
Die weltweite Förderung von Palladium betrug im Jahr 2023 208 Tonnen (2022: 203 Tonnen). Die größten Produzenten waren Russland (87 Tonnen), Südafrika (75 Tonnen) und Kanada (16 Tonnen), die zusammen 86 Prozent der weltweit geförderten Menge erreichten.
Die förderfähigen Reserven der Platinmetalle wurden vom United States Geological Survey (USGS) im Jahr 2025 auf weltweit über 81.000 Tonnen geschätzt, wovon allein 63.000 Tonnen in Südafrika liegen. Die größten Reserven befinden sich im dortigen Bushveld-Komplex, einem der größten Intrusivkomplexe von basischen Schmelzen der Erde. Die starke Konzentration an Lagerstätten von seltenen Metallen wie Platin ist von weltpolitischer Bedeutung. Die statische Reichweite der Reserven liegt bei über 200 Jahren.
Platinbergwerke gibt es nur in Südafrika (Transvaal). Platinquellen sind aber auch die Buntmetallerzeugung von Kupfer und Nickel in z. B. Greater Sudbury (Ontario) und Norilsk (Russland). Dort fallen die Platinmetalle (engl. Platin Group Metals, PGM) als Nebenprodukt der Nickelraffination an. Als Platinmetalle werden sechs Metalle bezeichnet, die in ihrem chemischen Verhalten dem Platin so ähneln, dass die Trennung und Reindarstellung ursprünglich große Schwierigkeiten bereitete: Platin, Palladium, Iridium, Osmium, Rhodium und Ruthenium. Die Platinmetalle gehören zu den Edelmetallen und besitzen eine ähnliche Korrosionsbeständigkeit wie Gold.

## Reserven
Der Geologische Dienst der Vereinigten Staaten (United States Geological Survey) unterscheidet hierzu die beiden folgenden Kategorien:
- Die Vorratsbasis (reserve base) ist jener Teil einer identifizierten Ressource, welche die spezifischen physikalischen und chemischen Mindestkriterien für die gegenwärtigen Bergbau- und Produktionspraktiken erfüllt, einschließlich jener für Gehalt, Qualität, Mächtigkeit und Teufe. Die Publikation von Daten zur Vorratsbasis wurde 2009 vom USGS eingestellt.
- Die Reserven (reserves) sind jener Teil der Vorratsbasis, der zu einer bestimmten Zeit wirtschaftlich gewonnen oder produziert werden könnte. Der Begriff muss nicht bedeuten, dass Gewinnungsanlagen installiert sind und arbeiten. Reserven beinhalten nur ausbeutbare Stoffe.

Aufgeführt sind hier die Reserven der Länder mit der größten Förderung.
| Rang | Land               | Förderung (Platin) | Förderung (Palladium) | Reserven (PGM) (a) | Anteil in % |
| ---- | ------------------ | ------------------ | --------------------- | ------------------ | ----------- |
| 1.   | Südafrika          | 125.000            | 74.900                | 63.000.000         | 77,7        |
| 2.   | Russland           | 21.000             | 87.000                | 16.000.000         | 19,8        |
| 3.   | Simbabwe           | 19.200             | 15.900                | 1.200.000          | 1,5         |
| 4.   | Vereinigte Staaten | 3.040              | 10.300                | 820.000            | 1,0         |
| 5.   | Kanada             | 5.170              | 16.100                | 310.000            | 0,4         |
|      | Andere Länder      | 5.710              | 4.200                 | k. A.              | k. A.       |
|      | Welt (b)           | 179.000            | 208.000               | >81.000.000        | 100,0       |

## Förderung

### Platin nach Ländern

Orte mit Förderung von Platinmetallen

Alle Zahlen beziehen sich auf die Staaten in ihren heutigen Grenzen.
| Rang (2020) | Land                | 1990   | 1995    | 2000    | 2005    | 2010    | 2015    | 2016    | 2017    | 2018    | 2019    | 2020    |
| ----------- | ------------------- | ------ | ------- | ------- | ------- | ------- | ------- | ------- | ------- | ------- | ------- | ------- |
| 1.          | Südafrika           | 87.813 | 102.000 | 114.459 | 163.711 | 148.000 | 139.000 | 133.000 | 143.000 | 137.000 | 133.000 | 112.000 |
| 2.          | Russland            | 31.000 | 27.000  | 34.000  | 29.000  | 25.100  | 22.000  | 23.000  | 21.800  | 22.000  | 24.000  | 23.000  |
| 3.          | Simbabwe            | 21     | 7       | 505     | 4.834   | 8.800   | 12.600  | 14.900  | 14.000  | 15.000  | 13.500  | 15.000  |
| 4.          | Kanada              | 5.044  | 5.945   | 6.302   | 6.075   | 3.900   | 7.600   | 12.600  | 9.500   | 7.400   | 7.800   | 7.000   |
| 5.          | Vereinigte Staaten  | 1.810  | 1.590   | 3.110   | 3.920   | 3.450   | 3.670   | 3.890   | 3.980   | 4.160   | 4.150   | 4.200   |
| 6.          | Volksrepublik China | 0      | 0       | 0       | 0       | 0       | 0       | 3.000   | 2.500   | 2.500   | 2.500   | 2.500   |
| 7.          | Finnland            | 60     | 60      | 441     | 800     | 0       | 992     | 1.178   | 1.418   | 1.576   | 953     | 1.277   |
| 8.          | Kolumbien           | 1.316  | 973     | 339     | 1.082   | 998     | 861     | 917     | 567     | 270     | 178     | 414     |
| 9.          | Australien          | 100    | 100     | 171     | 111     | 130     | 108     | 152     | 155     | 110     | 95      | 100     |
| 10.         | Serbien             | 5      | 10      | 5       | 3       | 0       | 2       | 3       | 3       | 6       | 10      | 22      |
| 11.         | Polen               | 0      | 0       | 21      | 20      | 30      | 40      | 50      | 11      | 8       | 8       | 6       |
| -           | Japan               | 1.425  | 730     | 782     | 760     | 0       | 0       | 0       | 0       | 0       | 0       | 0       |
| -           | Botswana            | 0      | 0       | 0       | 300     | 435     | 31      | 0       | 0       | 0       | 0       | 0       |
| -           | Äthiopien           | 2      | 0       | 0       | 0       | 8       | 0       | 0       | 0       | 0       | 0       | 0       |

### Palladium nach Ländern

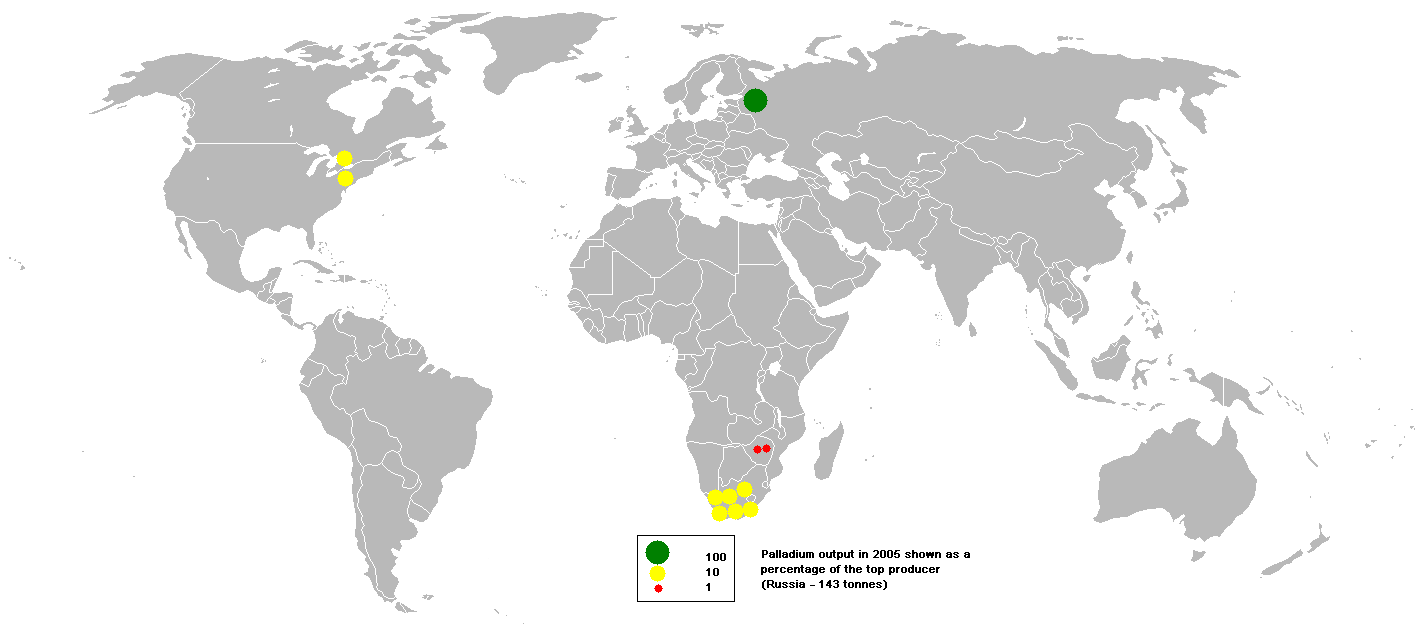
Fördermengen von Palladium (2005)

Alle Zahlen beziehen sich auf die Staaten in ihren heutigen Grenzen.
| Rang (2020) | Land                | 1990   | 1995   | 2000   | 2005   | 2010   | 2015   | 2016   | 2017   | 2018   | 2019   | 2020   |
| ----------- | ------------------- | ------ | ------ | ------ | ------ | ------ | ------ | ------ | ------ | ------ | ------ | ------ |
| 1.          | Russland            | 84.000 | 85.000 | 71.000 | 97.400 | 84.700 | 81.000 | 79.400 | 85.200 | 90.000 | 98.000 | 93.000 |
| 2.          | Südafrika           | 38.300 | 51.000 | 55.818 | 82.961 | 82.200 | 83.000 | 76.300 | 86.800 | 80.600 | 80.700 | 73.500 |
| 3.          | Kanada              | 5.269  | 9.319  | 9.949  | 10.415 | 6.700  | 21.000 | 21.000 | 17.000 | 20.000 | 20.000 | 20.000 |
| 4.          | Vereinigte Staaten  | 5.930  | 5.260  | 10.300 | 13.300 | 11.600 | 12.500 | 13.100 | 13.600 | 14.300 | 14.300 | 14.600 |
| 5.          | Simbabwe            | 31     | 17     | 366    | 3.879  | 7.000  | 10.000 | 12.000 | 12.000 | 12.000 | 11.400 | 12.900 |
| 6.          | Volksrepublik China | 0      | 0      | 0      | 0      | 0      | 0      | 1.300  | 1.400  | 1.300  | 1.300  | 1.300  |
| 7.          | Finnland            | 0      | 0      | 0      | 0      | 0      | 784    | 901    | 1.021  | 1.157  | 699    | 858    |
| 8.          | Australien          | 400    | 400    | 812    | 550    | 650    | 425    | 610    | 610    | 430    | 390    | 420    |
| 9.          | Serbien             | 130    | 50     | 25     | 19     | 22     | 22     | 23     | 50     | 55     | 100    | 100    |
| 10.         | Usbekistan          | 0      | 0      | 0      | 0      | 0      | 0      | 0      | 0      | 0      | 28     | 91     |
| 11.         | Polen               | 0      | 0      | 12     | 10     | 20     | 20     | 30     | 7      | 5      | 5      | 4      |
| 12.         | Japan               | 1.047  | 2.174  | 4.712  | 5.400  | 0      | 0      | 0      | 0      | 0      | 0      | 0      |
| 13.         | Botswana            | 0      | 0      | 0      | 1.900  | 2.613  | 156    | 0      | 0      | 0      | 0      | 0      |

### Weltförderung
Nachfolgend die Weltförderung der Platinmetalle (Platin, Palladium, Iridium, Osmium, Rhodium und Ruthenium) in Tonnen.
| Jahr | Prod. |
| ---- | ----- |
| 1900 | 6,6   |
| 1901 | 9,9   |
| 1902 | 9,3   |
| 1903 | 7,0   |
| 1904 | 9,0   |
| 1905 | 6,2   |
| 1906 | 6,6   |
| 1907 | 9,7   |
| 1908 | 8,0   |
| 1909 | 8,5   |
| 1910 | 8,9   |
| 1911 | 9,7   |
| 1912 | 9,8   |
| 1913 | 8,3   |
| 1914 | 8,1   |

| Jahr | Prod. |
| ---- | ----- |
| 1915 | 4,5   |
| 1916 | 2,8   |
| 1917 | 2,6   |
| 1918 | 2,0   |
| 1919 | 2,1   |
| 1920 | 2,3   |
| 1921 | 1,8   |
| 1922 | 2,2   |
| 1923 | 2,6   |
| 1924 | 3,6   |
| 1925 | 3,2   |
| 1926 | 4,4   |
| 1927 | 4,6   |
| 1928 | 4,3   |
| 1929 | 4,8   |

| Jahr | Prod. |
| ---- | ----- |
| 1930 | 4,8   |
| 1931 | 8,9   |
| 1932 | 6,5   |
| 1933 | 6,8   |
| 1934 | 12,9  |
| 1935 | 12,1  |
| 1936 | 14,2  |
| 1937 | 14,8  |
| 1938 | 16,8  |
| 1939 | 16,9  |
| 1940 | 14,5  |
| 1941 | 14,9  |
| 1942 | 16,9  |
| 1943 | 19,6  |
| 1944 | 16,0  |

| Jahr | Prod. |
| ---- | ----- |
| 1945 | 30,0  |
| 1946 | 17,9  |
| 1947 | 15,6  |
| 1948 | 16,3  |
| 1949 | 17,9  |
| 1950 | 18,7  |
| 1951 | 21,0  |
| 1952 | 21,8  |
| 1953 | 24,1  |
| 1954 | 29,2  |
| 1955 | 33,9  |
| 1956 | 34,5  |
| 1957 | 41,1  |
| 1958 | 27,7  |
| 1959 | 32,8  |

| Jahr | Prod. |
| ---- | ----- |
| 1960 | 39,7  |
| 1961 | 41,8  |
| 1962 | 50,5  |
| 1963 | 63,4  |
| 1964 | 79,2  |
| 1965 | 92,3  |
| 1966 | 94,5  |
| 1967 | 98,8  |
| 1968 | 106   |
| 1969 | 107   |
| 1970 | 132   |
| 1971 | 127   |
| 1972 | 133   |
| 1973 | 163   |
| 1974 | 179   |

| Jahr | Prod. |
| ---- | ----- |
| 1975 | 178   |
| 1976 | 194   |
| 1977 | 203   |
| 1978 | 200   |
| 1979 | 202   |
| 1980 | 213   |
| 1981 | 216   |
| 1982 | 200   |
| 1983 | 203   |
| 1984 | 238   |
| 1985 | 247   |
| 1986 | 260   |
| 1987 | 271   |
| 1988 | 280   |
| 1989 | 282   |

| Jahr | Prod. |
| ---- | ----- |
| 1990 | 291   |
| 1991 | 287   |
| 1992 | 280   |
| 1993 | 276   |
| 1994 | 269   |
| 1995 | 326   |
| 1996 | 324   |
| 1997 | 339   |
| 1998 | 354   |
| 1999 | 366   |
| 2000 | 364   |
| 2001 | 395   |
| 2002 | 414   |
| 2003 | 466   |
| 2004 | 472   |

| Jahr | Prod. |
| ---- | ----- |
| 2005 | 504   |
| 2006 | 515   |
| 2007 | 509   |
| 2008 | 468   |
| 2009 | 450   |
| 2010 | 472   |
| 2011 | 491   |
| 2012 | 423   |
| 2013 | 455   |
| 2014 | 382   |
| 2015 | 470   |
| 2016 | 460   |
| 2017 | 458   |
| 2018 | 471   |
| 2019 | 478   |

| Jahr | Prod. |
| ---- | ----- |
| 2020 | 418   |
| 2021 | 472   |
| 2022 | 437   |